# Maurice (prénom)
Pour les articles homonymes, voir Maurice, Saint Maurice et Saint-Maurice.
Pour l’article ayant un titre homophone, voir Morris.
Maurice est un prénom masculin.

## Sens et origine du nom
Maurice est un prénom masculin. Son étymologie est latine : de Mauricius, qui indique une origine ethnique "maure". 
Il a pour forme féminine Mauricette.
Le nom a été initialement donné en l'honneur de saint Maurice d'Agaune, martyr titulaire d'un très grand nombre d'églises importantes.

## Variantes
- breton : Moïc, Mavrick
- allemand : Moritz [mo:ʁɪts]
- anglais : Morris [mɔɹɪs]
- catalan : Maurici [mǝurisi][2]
- espagnol, portugais : Mauricio [mauriθjo]
- finnois : Mauri
- gallois : Meurig, Meuric
- irlandais : Muiris
- italien  : Maurizio [mauritsjo]
- latin : Mauricius
- néerlandais : Maurits [mɑʊrɪts]
- polonais : Maurycy [maurǝtsǝ], Moryc

## Popularité du nom
Le nom de Maurice a été très populaire en France durant la première moitié du XXe siècle.

## Maurice comme prénom

### Saints et bienheureux chrétiens
Voir Saint Maurice 

### Souverain
Voir Maurice 

### Prénom
- Pour l'ensemble des articles sur les personnes portant ce prénom, consulter :
  - la liste des articles dont le titre commence par ce prénom
  - les listes produites par Wikidata : Liste des personnes de prénom « Maurice » — même liste en incluant les éventuels prénoms composés qui contiennent « Maurice ».
- Maurice (animateur radio)
- Maurice, évêque de Londres de 1085 à 1107
- Maurice, évêque du Mans (1216-1231), puis archevêque de Rouen (1231-1235).
- Maurice Abravanel (chef d'orchestre américain)
- Maurice Allais (scientifique et économiste)
- Maurice André (trompettiste classique)
- Maurice Baquet (acteur, alpiniste et violoncelliste)
- Maurice Barrès (écrivain)
- Maurice Barthélemy (comédien)
- Maurice Béjart (chorégraphe)
- Maurice Berthe (historien)
- Maurice Biraud (animateur de radio et acteur)
- Maurice Blanchot (écrivain)
- Maurice Boitel (peintre)
- Maurice Carême (poète)
- Maurice Chapelan (essayiste)
- Maurice Chevalier (chanteur et comédien)
- Maurice Couve de Murville (ministre des affaires étrangères sous De Gaulle)
- Maurice G. Dantec (écrivain)
- Morris, de son vrai nom Maurice de Bevere (dessinateur et scénariste de bandes dessinées belge).
- Maurice de Guérin (poète symboliste du XIXe siècle)
- Maurice de Saxe (Maréchal de France)
- Maurice Denis (peintre)
- Maurice Druon (écrivain)
- Maurice Duplessis (homme politique)
- Maurice Duruflé (musicien)
- Maurice Duverger (journaliste)
- Maurice Faure (ministre sous Mitterrand)
- Maurice Favières (animateur de radio)
- Maurice Gardett (acteur et chanteur français)
- Maurice Garin (premier vainqueur du tour de France)
- Maurice Gendron (compositeur)
- Maurice Genevoix (écrivain)
- Maurice Gibb (chanteur des Bee Gees)
- Maurice Greene (sportif)
- Maurice Herzog (alpiniste)
- Maurice Horgues (chansonnier)
- Maurice Jacob (1933-2007), (physicien et chercheur français)
- Maurice Jarre (musicien)
- Maurice Jaubert (musicien du cinéma)
- Maurice Joshua (musicien de house américain)
- Maurice Leblanc (feuilletoniste)
- Maurice Maeterlinck (dramaturge)
- Maurice Merleau-Ponty (philosophe)
- Maurice Mességué (herboriste)
- Maurice Najman militant d'extrême gauche et journaliste, mort en 1999 à l'âge de 50 ans
- Maurice Ohana (compositeur)
- Maurice Papon (préfet sous l'occupation, puis ministre du général de Gaulle, 1910-2007)
- Maurice Pialat (cinéaste)
- Maurice Quentin de la Tour (peintre qui peignit le portrait du maréchal Maurice de Saxe)
- Maurice Ravel (compositeur)
- Maurice Rheims (homme de lettres)
- Maurice Richard (joueur de hockey sur glace québécois)
- Maurice Ronet (acteur)
- Maurice Ruah (tennist)
- Maurice Scève (écrivain - 1501-1560)
- Maurice Sinet dit Siné (caricaturiste)
- Maurice Thorez (secrétaire général et leader historique du parti communiste français)
- Maurice Tillieux (dessinateur de bandes dessinées)
- Maurice Trintignant (1917-2005), (pilote automobile)
- Maurice Utrillo (peintre montmartrois)
- Maurice Yvain (compositeur de chansons, d'opérettes et de musiques de films)
- Maurice Zundel (théologien)

## Personnages de fiction
- Sire Maurice, personnage de Lorenzaccio de Musset (1834)
- Maurice Hall (personnage principal du roman Maurice d'E.M. Forster)
- Maurice Groseille, personnage dans La vie est un long fleuve tranquille, film d'Étienne Chatiliez
- Maurice et Patapon (personnages dans Charlie Hebdo)
- Dans Ma femme s'appelle Maurice, film de Jean-Marie Poiré sorti en 2002, avec Chevallier et Laspalès, ce dernier joue le personnage de Maurice

## Toponymie
voir Maurice 
et Saint-Maurice 